# Чафанте (Кјети)
Чафанте (итал. Ciaffante) је насеље у Италији у округу Кјети, региону Абруцо.
Према процени из 2011. у насељу је живело 47 становника. Насеље се налази на надморској висини од 20 м.